# Georg Selenius
Georg Selenius (Fredrikstad, 18 ottobre 1884 – Fredrikstad, 7 maggio 1924) è stato un ginnasta norvegese.

## Palmarès

### Olimpiadi
- 1 medaglia:
  - 1 oro (Stoccolma 1912 nel concorso libero a squadre)